# جر (أوزبكستان)
جر هي بلدة في مقاطعة جيراقجي في ولاية قشقداريا في أوزبكستان.